# 安嫩代爾 (新澤西州)
安嫩代爾（英語：Annandale）是位於美國新澤西州亨特登縣的普查規定居民點。

## 人口
根據2020年美國人口普查的數據，安嫩代爾的面積為3.76平方千米，皆為陸地。當地共有人口1663人，而人口密度為每平方千米442.29人。